# Sol Música
O Sol Música é um canal televisivo espanhol dedicado à música, produzido pela empresa AMC Networks International Southern Europe. As suas emissões iniciaram-se em 1997. Inicialmente um canal internacional com distribuição simultânea para Portugal e Espanha, no final de 1999 viria a ser transformado em dois canais, o Sol Música Portugal e o Sol Música España.
No início das suas emissões, o Sol Música (enquanto canal único) emitia música internacional, espanhola e portuguesa, tendo tal sido alterado aquando da sua "divisão" para os dois países, tendo como alvo os jovens dos mesmos.
Uma das características do Sol Música Portugal (assim como do Sol Música España) era não ter apresentadores, apresentando, no entanto, programas relacionados com vários géneros musicais (Sol Rock, Sol Indie, Sol Techno e Sol Latino), pensados para o público mais jovem, assim como reportagens, entrevistas e atuações ao vivo. Nos seus primeiros anos, os serões de sábado do Sol Música Portugal também eram preenchidos por maratonas de videoclipes dedicados a um artista ou uma banda.

## Em Portugal
Este canal foi transmitido desde a sua formação até janeiro de 2005, nos principais operadores de cabo da altura: TV Cabo (por cabo e por satélite), TV Tel, Cabovisão, Pluricanal e Bragatel.
Apresentava uma grande componente ligada à música portuguesa (com videoclipes, por exemplo, de Lúcia Moniz, Da Weasel, GNR, Ramp, Dealema, Moonspell, Toranja, Fingertips ou Madredeus, assim como de cantores ou grupos menos conhecidos, que não "tinham lugar" na concorrente MTV Portugal, cujas emissões começaram em julho de 2003), sendo o restante espaço ligado ao panorama musical internacional. Uma das características do canal foi, a partir de certa altura, o desfilar constante no rodapé do ecrã de SMS enviados pelo espectadores.
A 13 de janeiro de 2005, o Sol Música Portugal foi substituído por outro produto da Multicanal, o The Biography Channel Spain & Portugal. Esta decisão, tomada pela produtora, deveu-se, segundo ela, aos fracos resultados obtidos pelo Sol Música Portugal. A decisão de suspender o Sol Música Portugal decorreu de um estudo realizado ao longo de alguns dos últimos meses de emissão do canal, após o quais os responsáveis pelo mesmo concluíram que eram várias as razões que justificam os baixos níveis de audiência alcançados, nomeadamente o facto de, na altura, não serem produzidos conteúdos suficientes que sustentassem um canal de música portuguesa, o limitado apoio à música portuguesa motivado pela crise vivida pela indústria discográfica portuguesa, assim como o facto de os jovens portugueses demonstrarem, cada vez mais, um maior interesse pela música internacional, oferta disponibilizada por outros canais de música disponíveis em Portugal.
Apesar das emissões do Sol Música Portugal terem acabado, a Pluricanal passou a disponibilizar o Sol Música España, tendo-o substituído, em 2006, pelo The Biography Channel. 

## Em Espanha
Este canal não foi cancelado em Espanha, sendo, naquele país, dedicado à música espanhola da atualidade e estando disponível nos principais operadores de cabo. O canal foi emitido na plataforma por satélite da TV Cabo desde a sua criação até 2003. Com a substituição do canal pelo The Biography Channel na extinta operadora Pluricanal, o Sol Música España passou a estar ausente de Portugal até 2020, ano em que passou a integrar um conjunto premium de canais espanhóis da oferta por IPTV da MEO.
No dia 14 de outubro de 2021, o canal foi incorporado a Movistar+ no dial 110, cinco anos depois da sua retirada da plataforma.
1. ↑  «Ya emiten los nuevos canales de AMC Networks en Movistar+» (em espanhol). mundoplus.tv. 14 de outubro de 2021. Consultado em 29 de novembro de 2021